# Liste der Baudenkmäler im Kreis Lippe

Kreis Lippe

Die Liste der Baudenkmäler im Kreis Lippe umfasst:
- Liste der Baudenkmäler in Augustdorf
- Liste der Baudenkmäler in Bad Salzuflen
- Liste der Baudenkmäler in Barntrup
- Liste der Baudenkmäler in Blomberg
- Liste der Baudenkmäler in Detmold
- Liste der Baudenkmäler in Dörentrup
- Liste der Baudenkmäler in Extertal
- Liste der Baudenkmäler in Horn-Bad Meinberg
- Liste der Baudenkmäler in Kalletal
- Liste der Baudenkmäler in Lage
- Liste der Baudenkmäler in Lemgo
- Liste der Baudenkmäler in Leopoldshöhe
- Liste der Baudenkmäler in Lügde
- Liste der Baudenkmäler in Oerlinghausen
- Liste der Baudenkmäler in Schieder-Schwalenberg
- Liste der Baudenkmäler in Schlangen

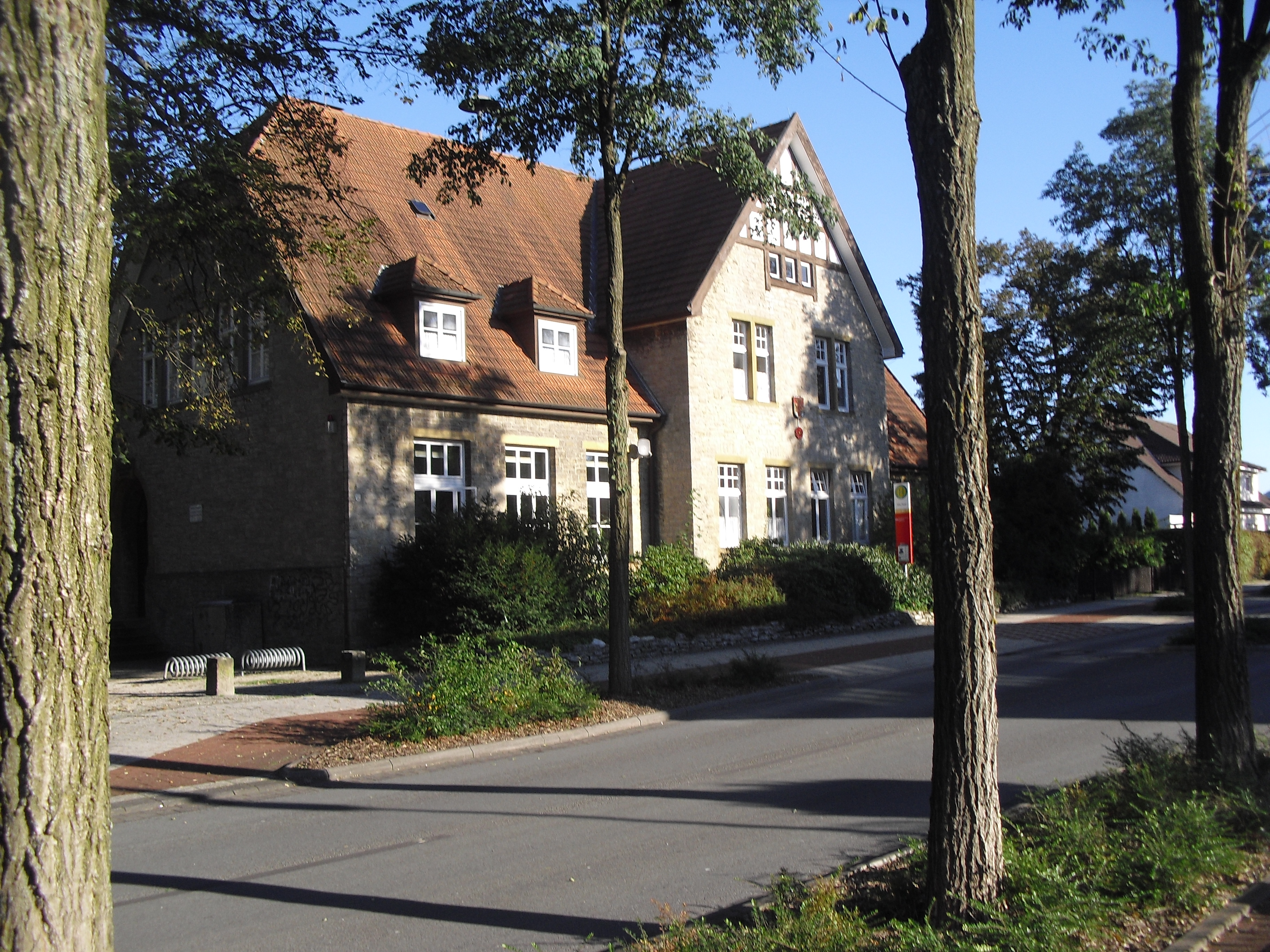
Alte Schule (Augustdorf)
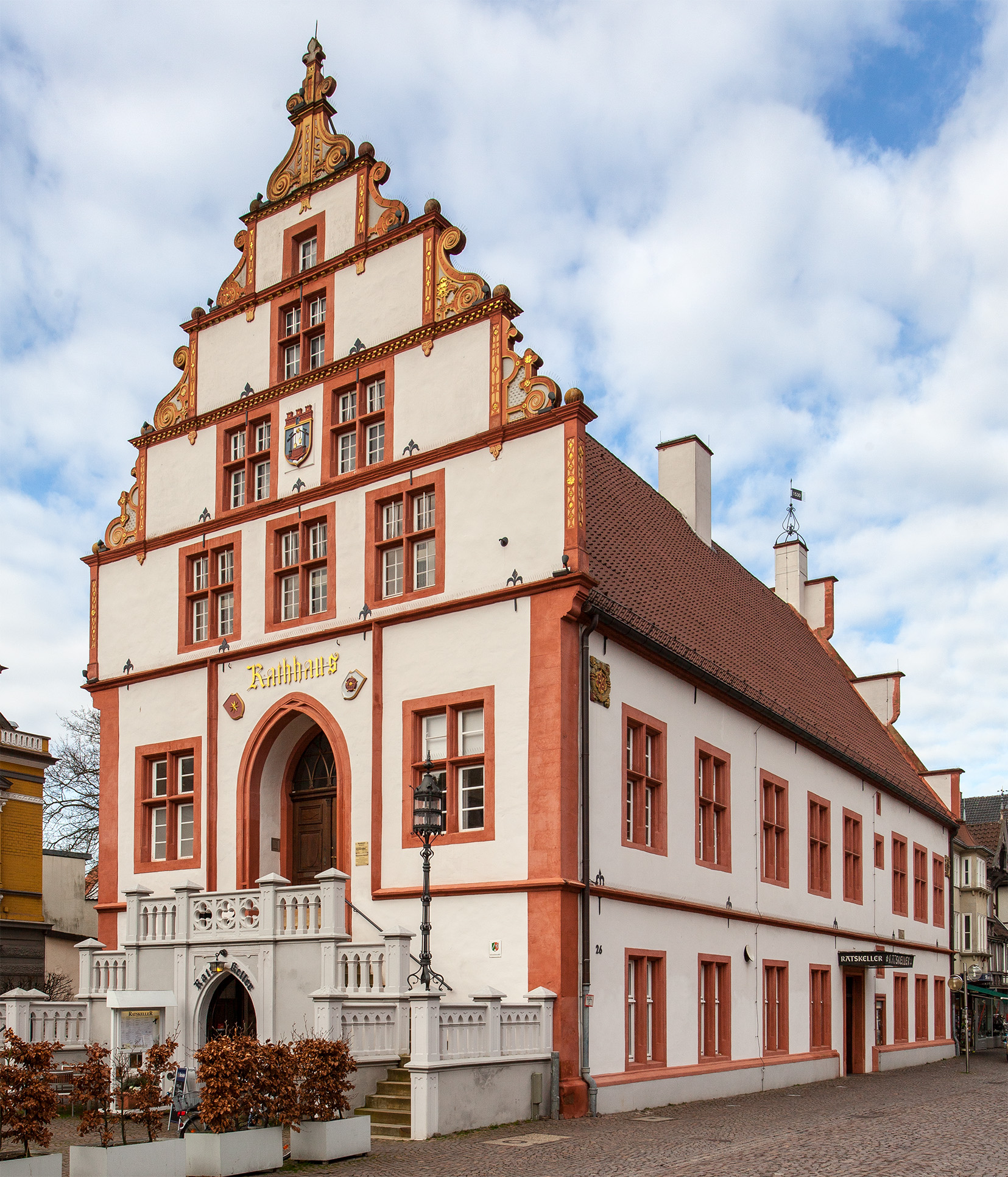
Altes Rathaus (Bad Salzuflen)
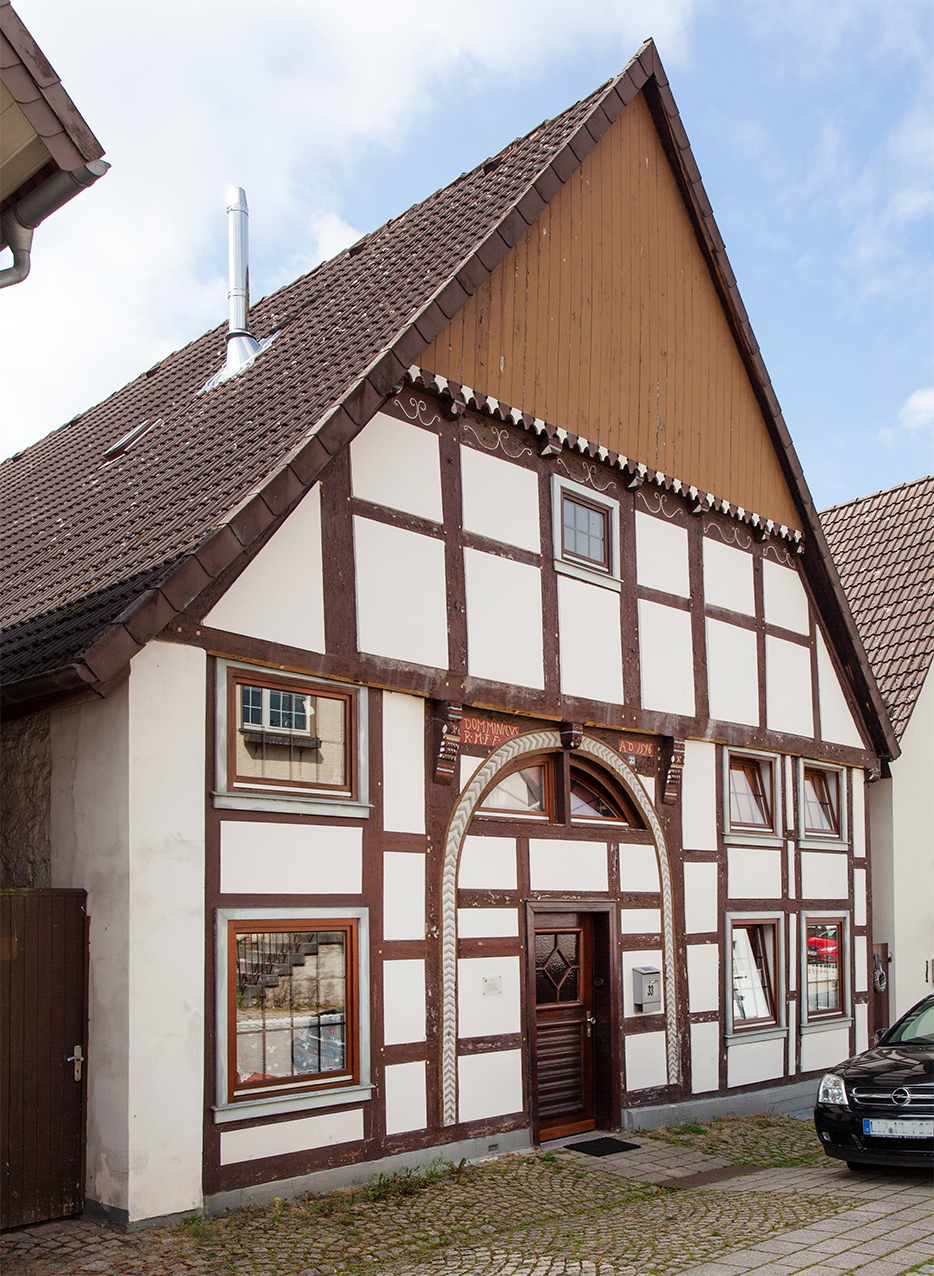
Dielenhaus (1596) (Barntrup)
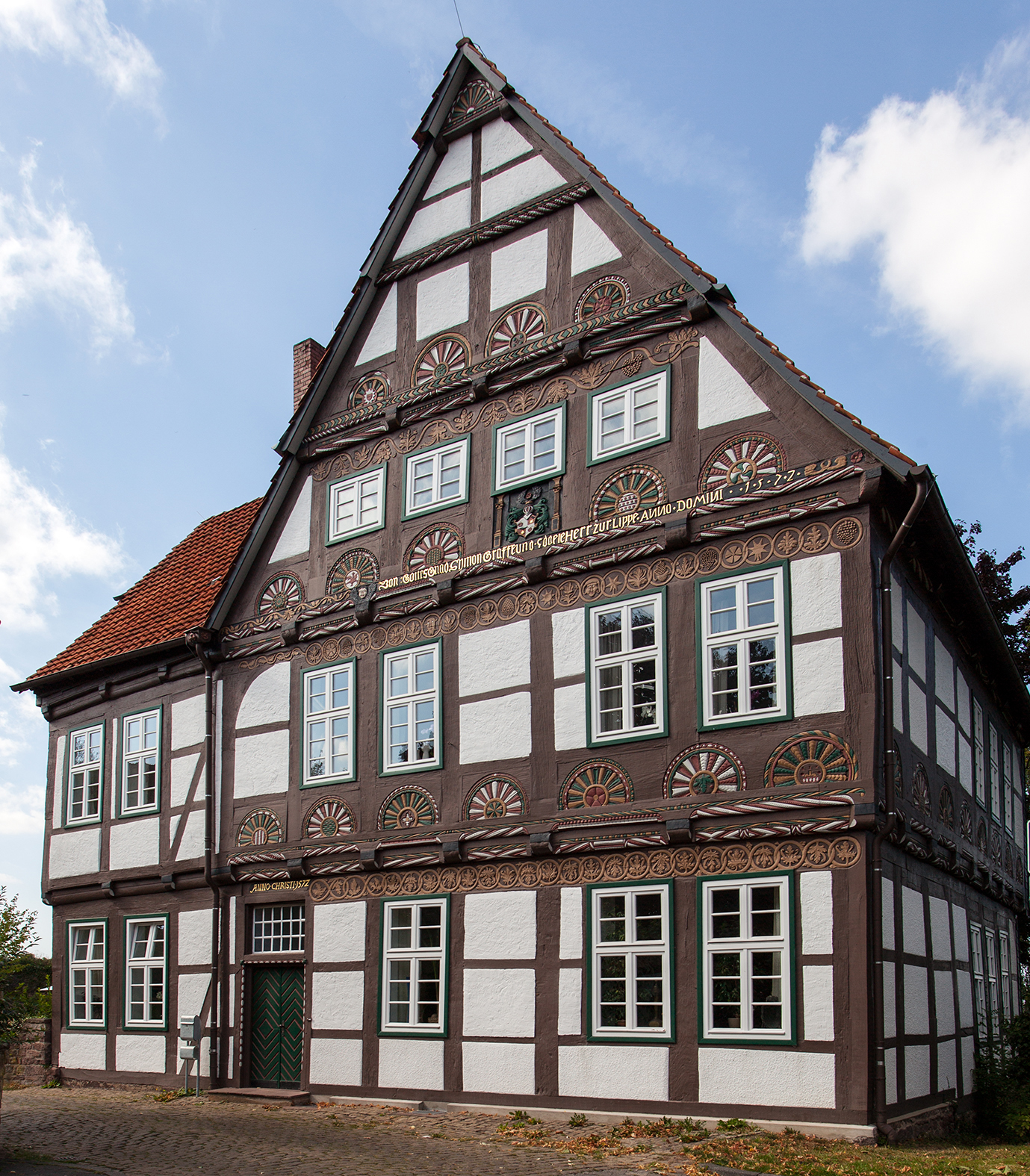
Altes Amtshaus (Blomberg)
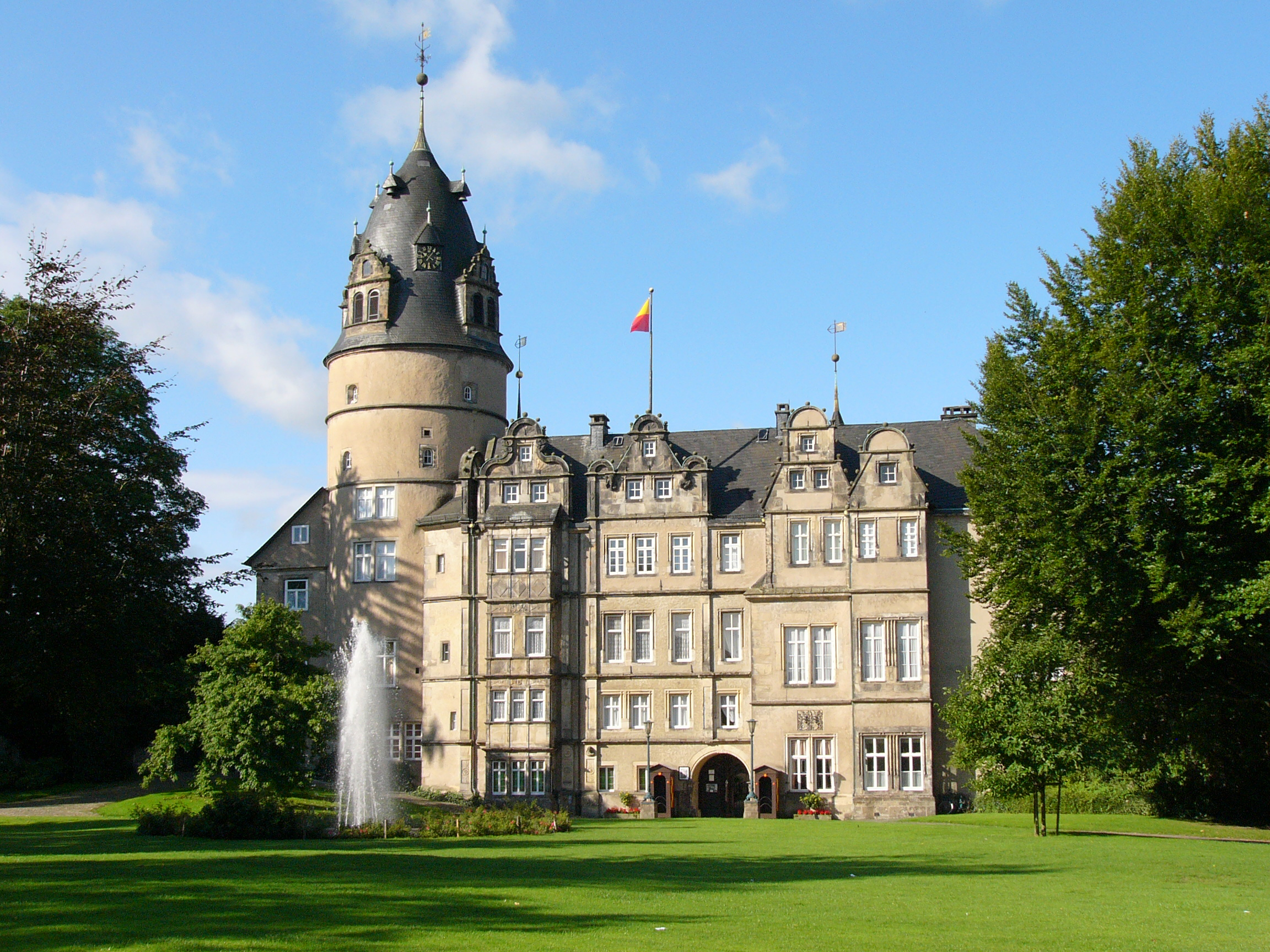
Residenzschloss (Detmold)
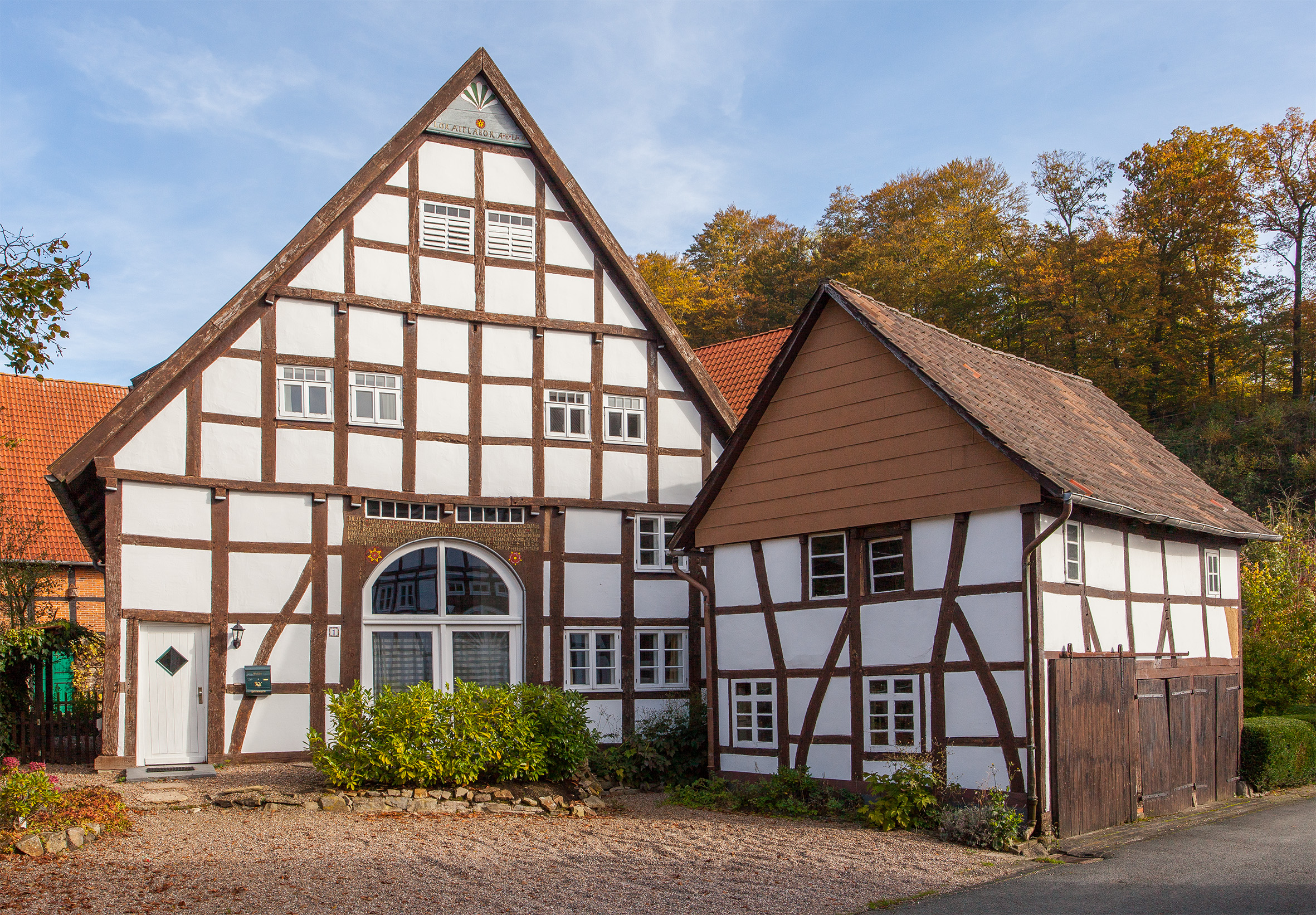
Fachwerkhaus in Hillentrup (Dörentrup)
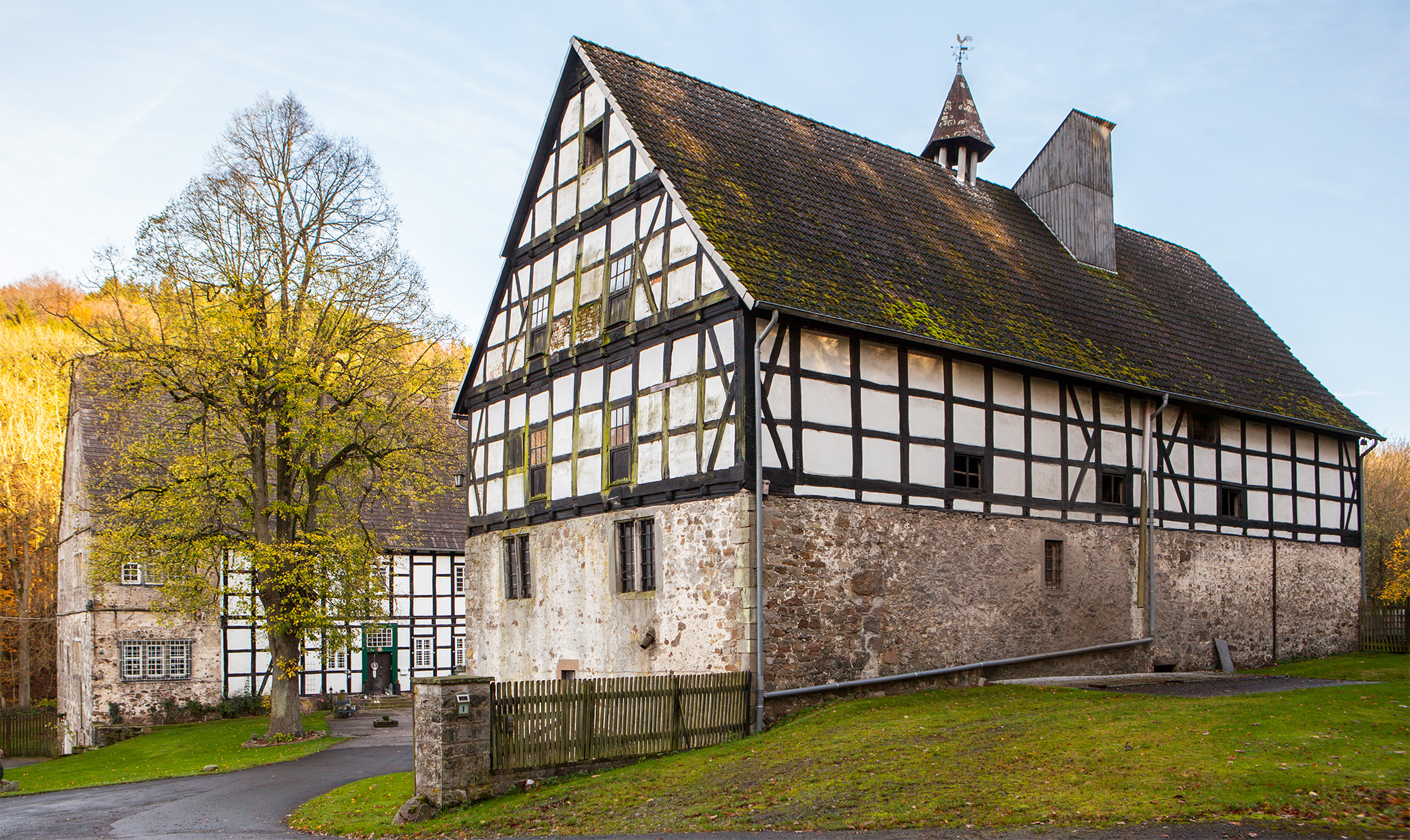
Gut-Ullenhausen (Extertal)
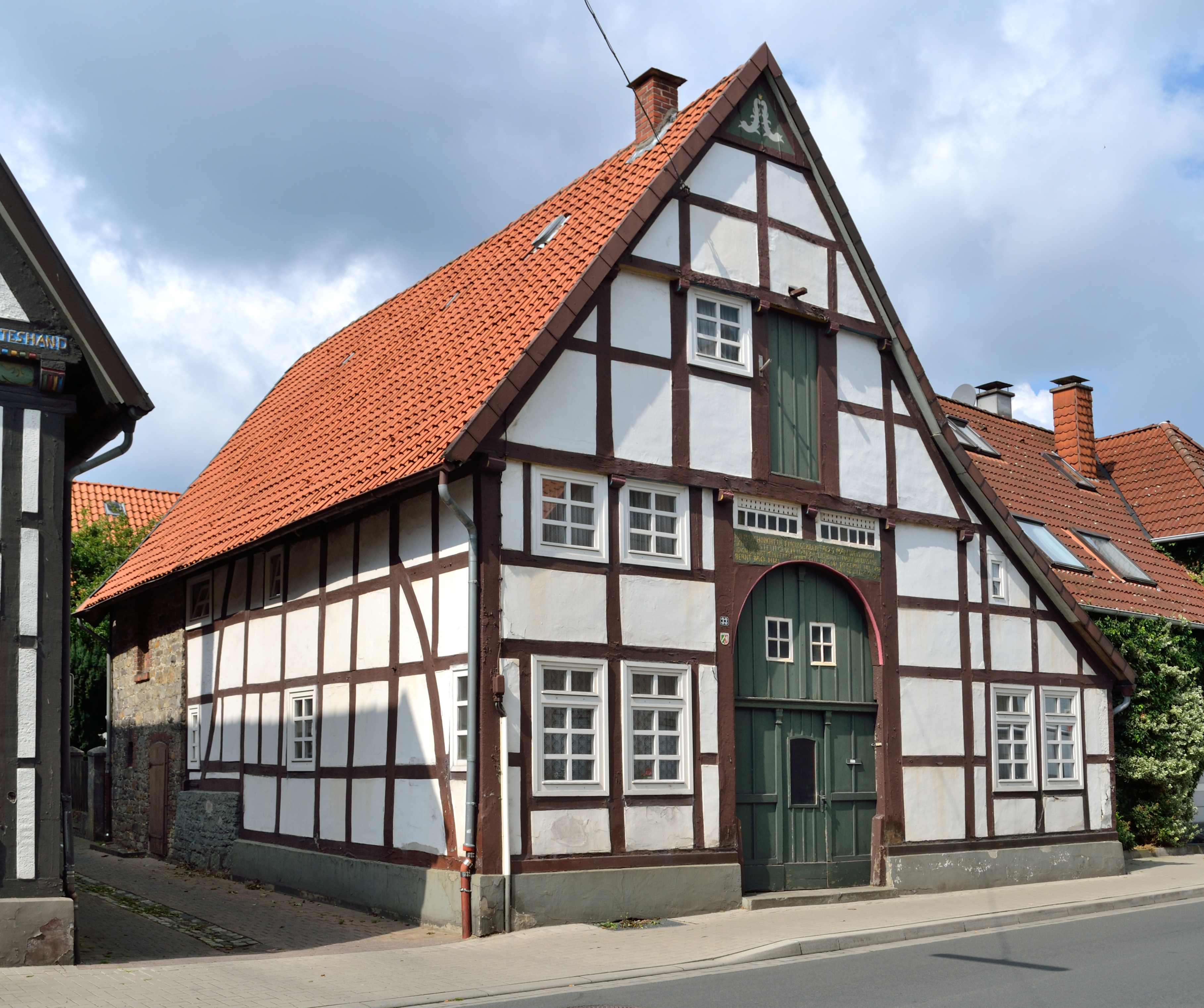
Fachwerkhaus (Horn-Bad Meinberg)
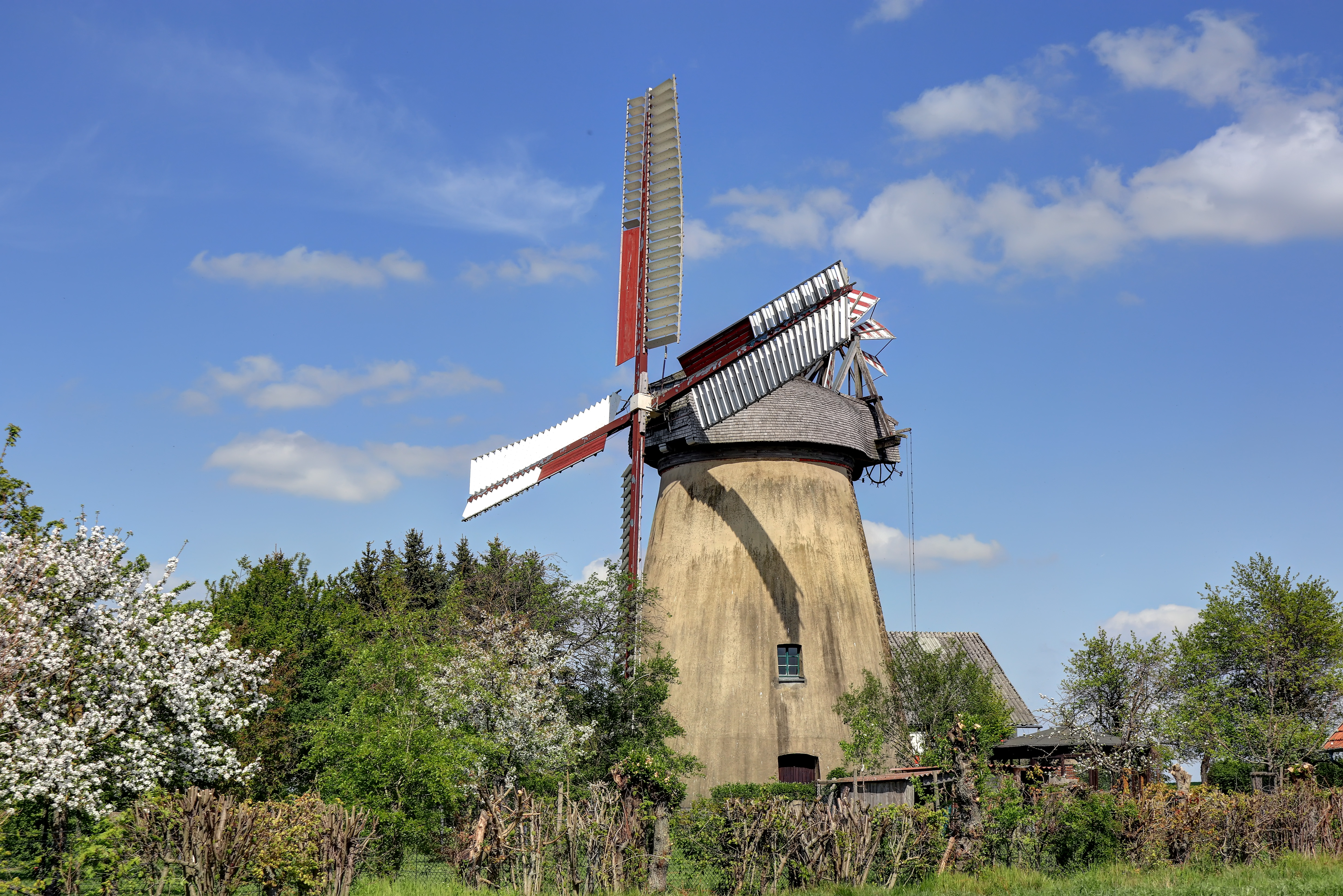
Windmühle in Bentrof (Kalletal)
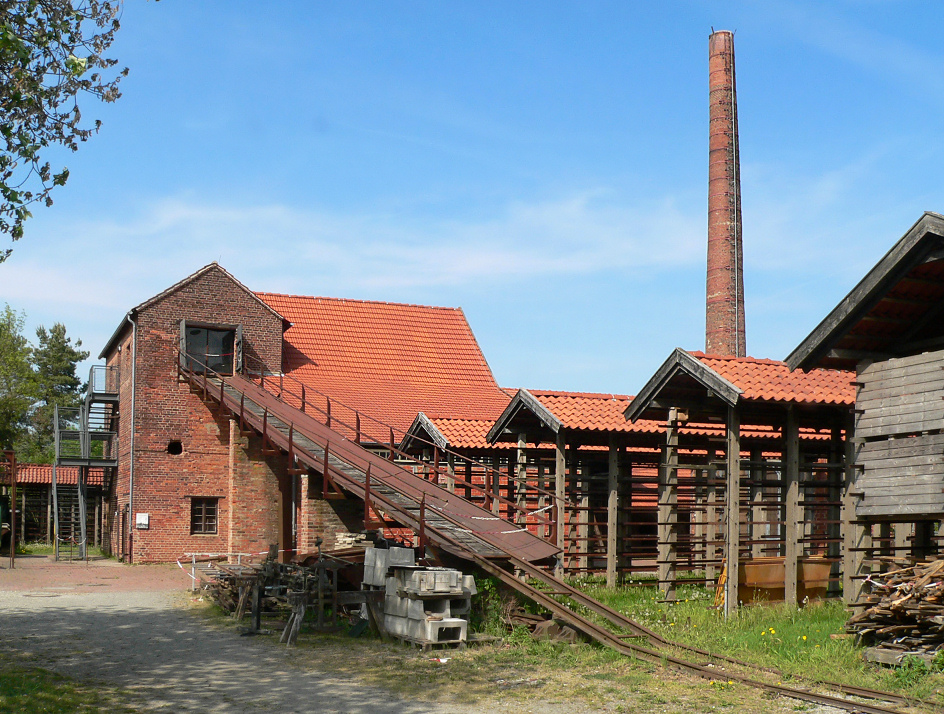
Dampfziegelei Sylbach (Lage (Lippe))
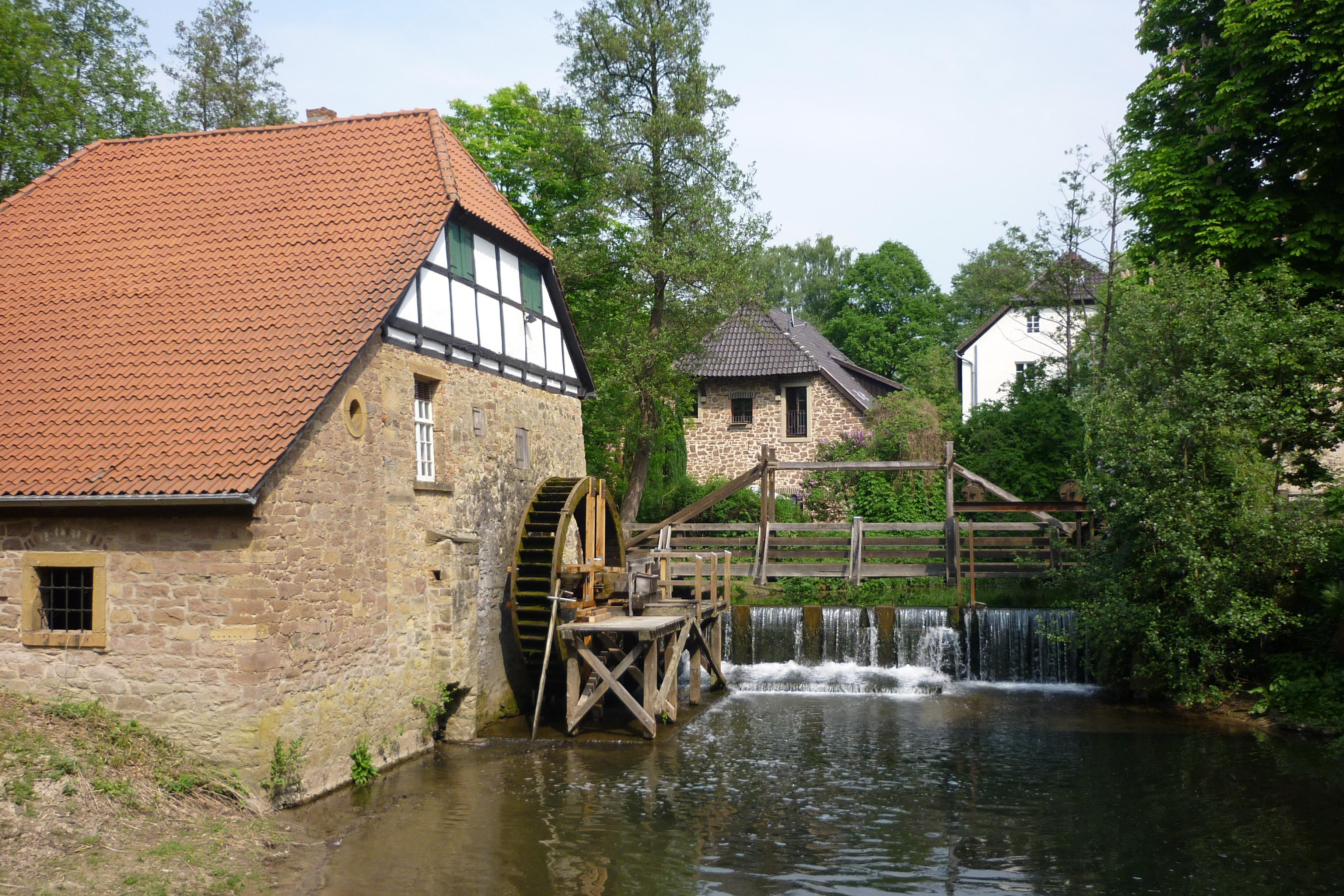
Ölmühle in Brake (Lemgo)
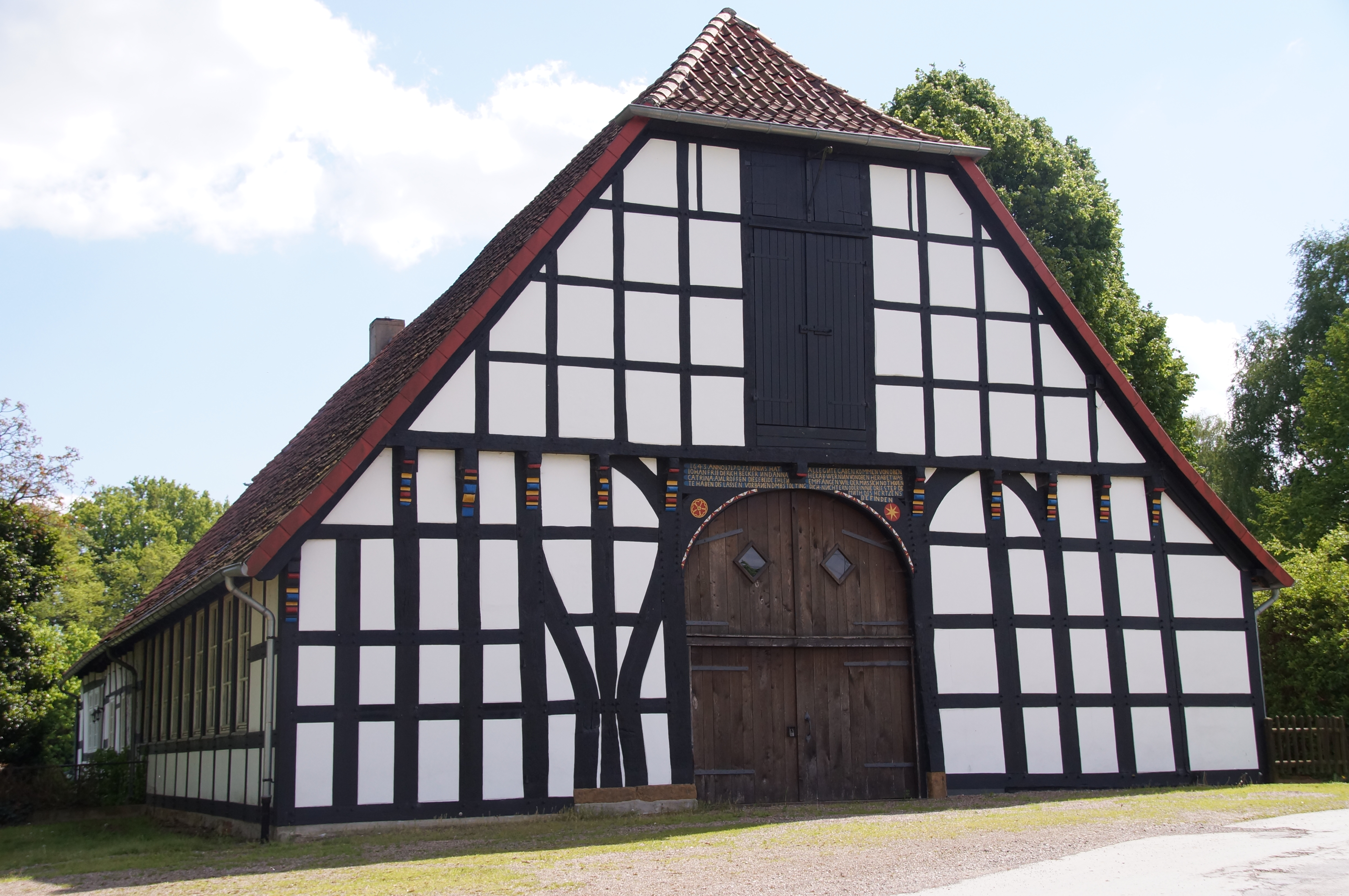
Fachwerkhaus (1643) in Schuckenbaum (Leopoldshöhe)
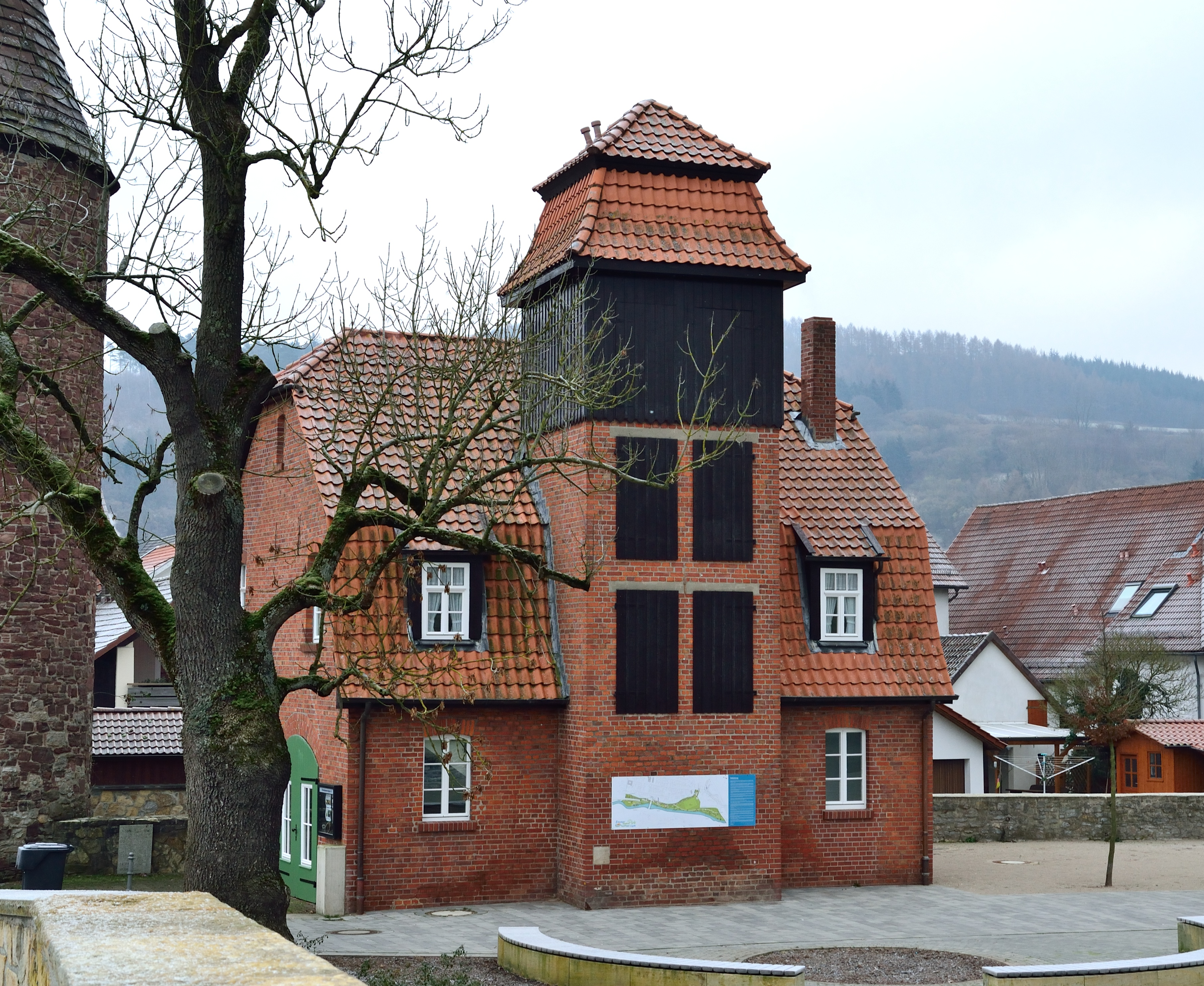
Feuerwehrhaus (Lügde)
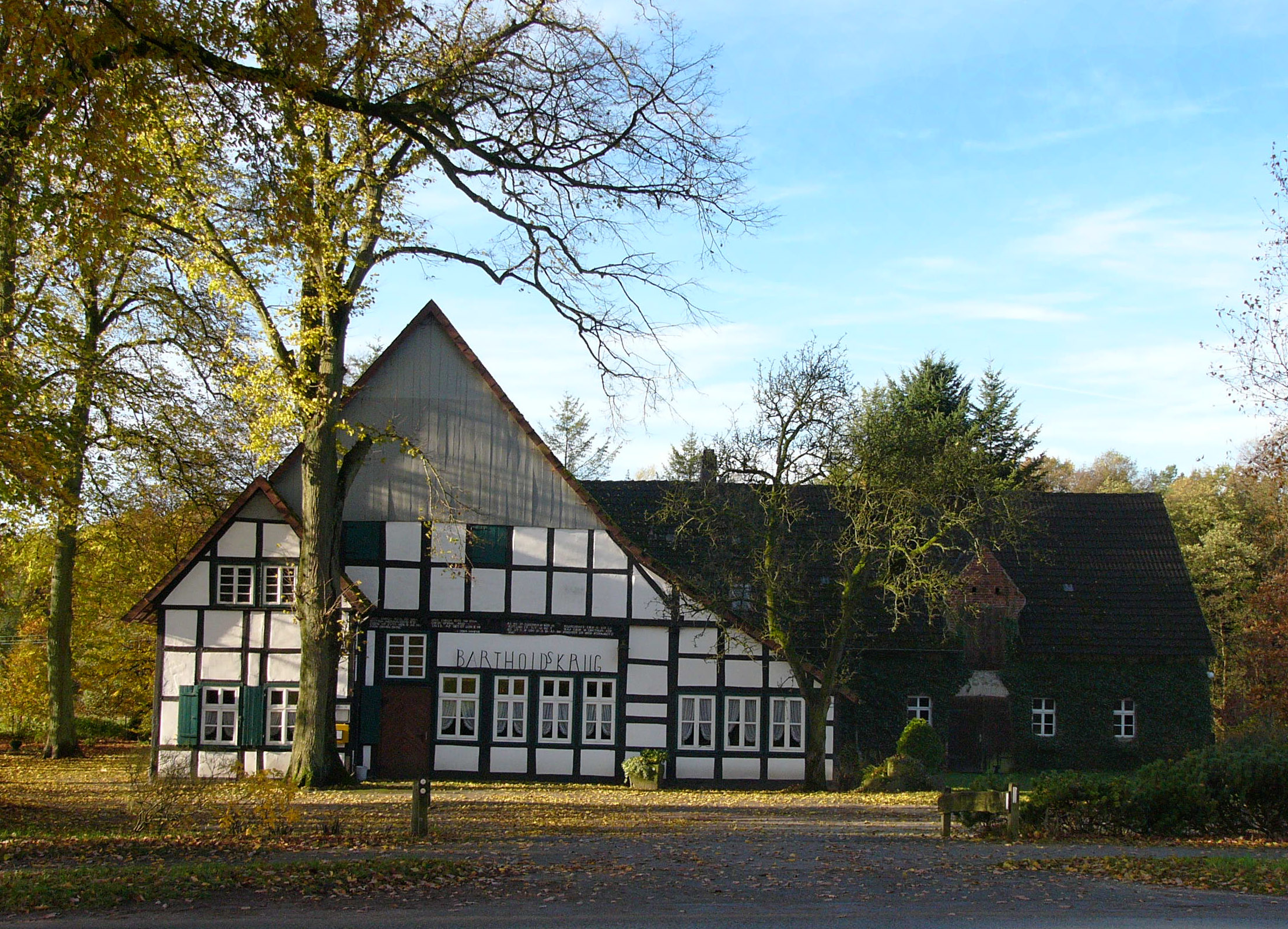
Altes Gasthaus (1773) Bartoldskrug in Lipperreihe (Oerlinghausen)
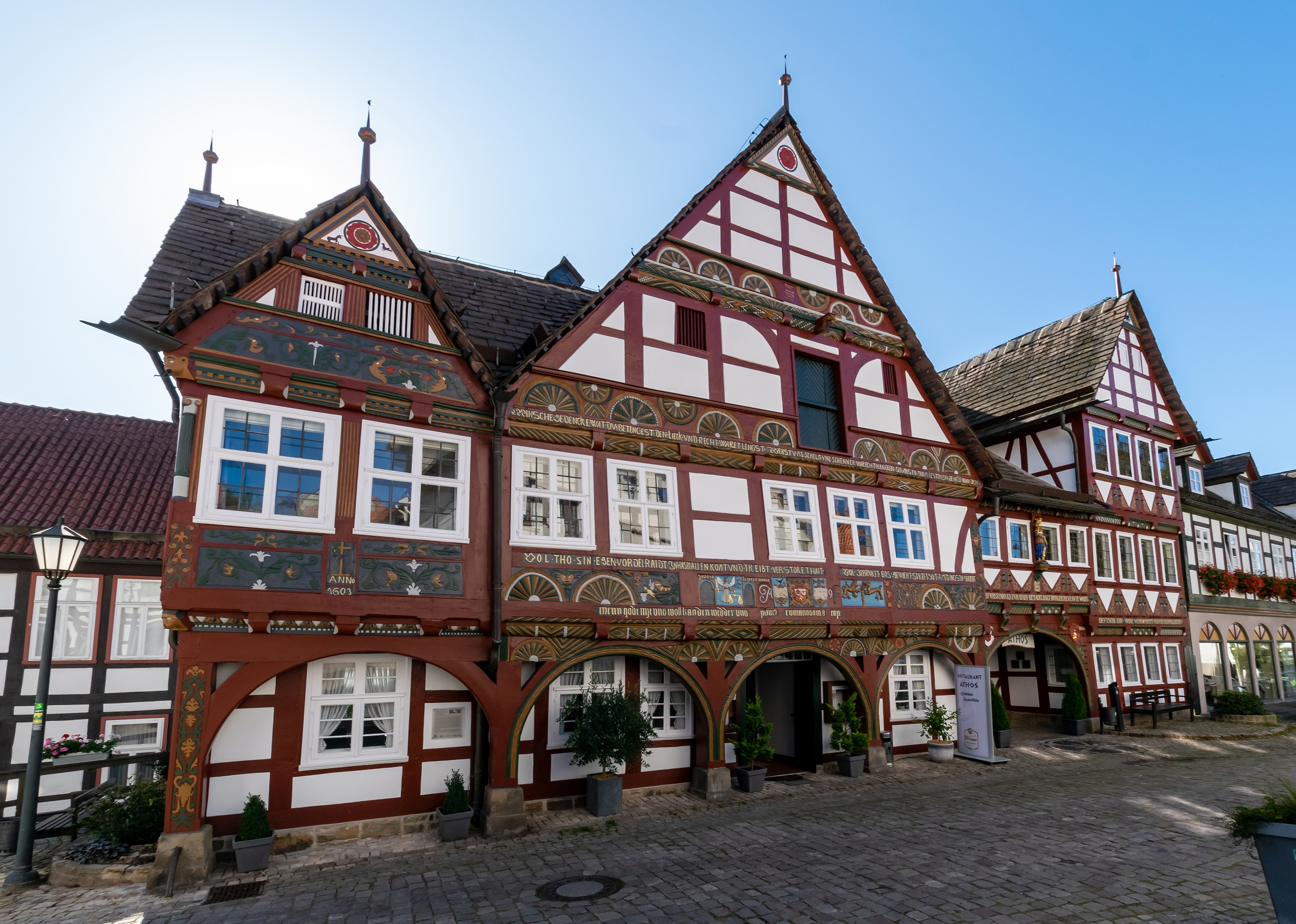
Rathaus (1579) (Schieder-Schwalenberg)
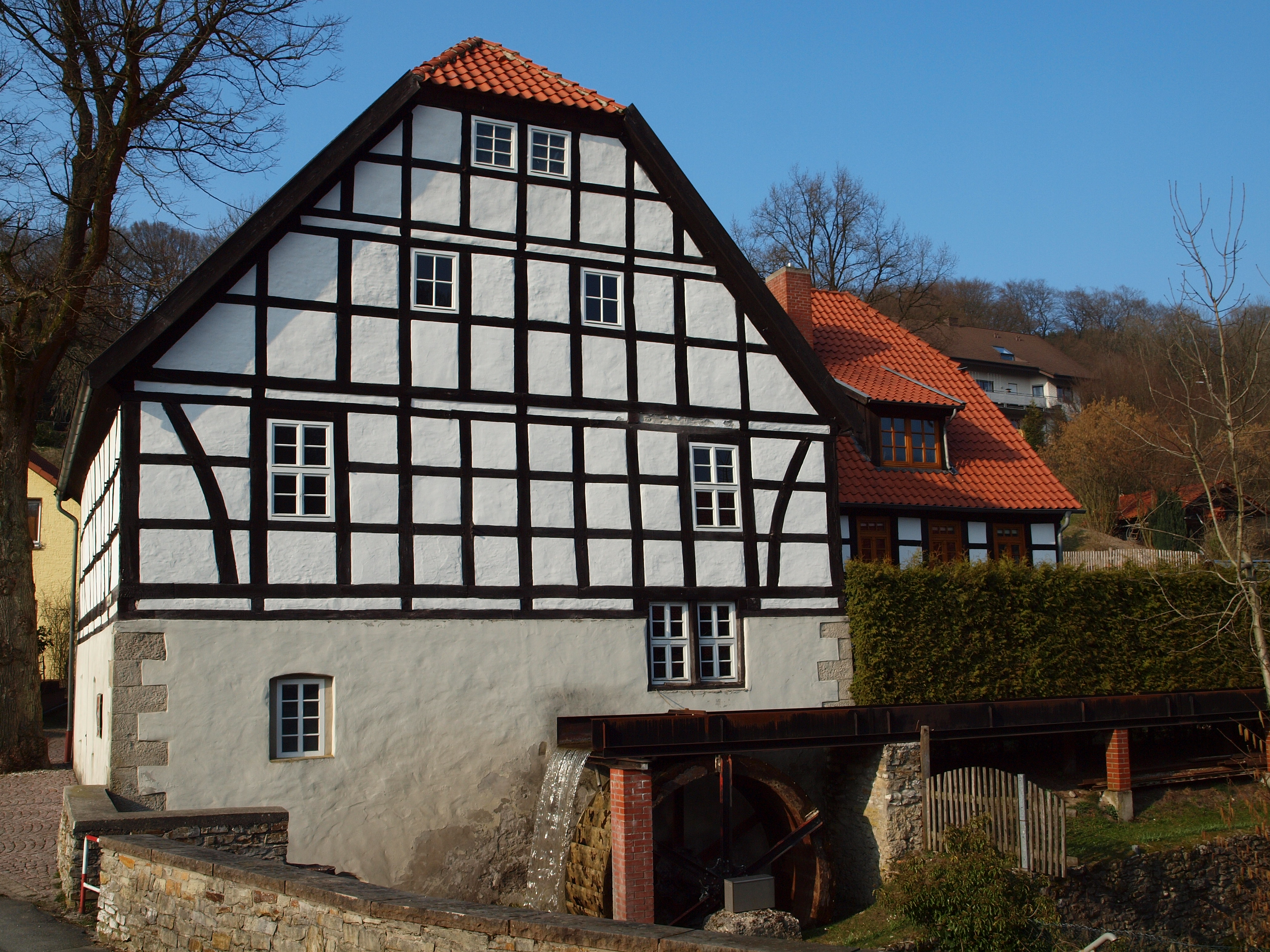
Starksche Mühle (1821) in Kohlstädt (Schlangen)